# Jean de Rossillon
Jean de Rossillon († vermutlich 15. April 1341) war von 1323 bis 1341 Bischof von Lausanne.

## Leben
Jean de Roussillon entstammte einer adeligen Familie aus dem Pays de Gex und wurde erstmals 1295 erwähnt. 1297 war er im Dienste von Graf Amadeus V. von Savoyen Richter im Genevois und Chablais. 1306 war er Domherr in Genf und Lausanne. Das Domkapitel wählte ihn 1323 zum Bischof von Lausanne. Im Laupenkrieg stand er an der Seite Freiburgs und des Westschweizer Adels gegen Bern.